# 蒙塔涅薩峰

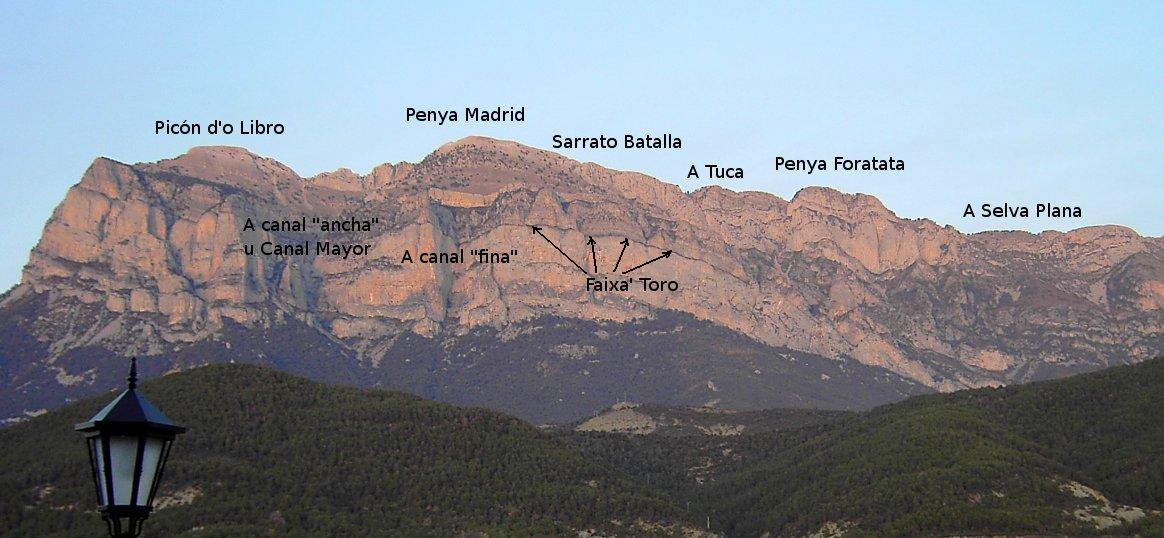

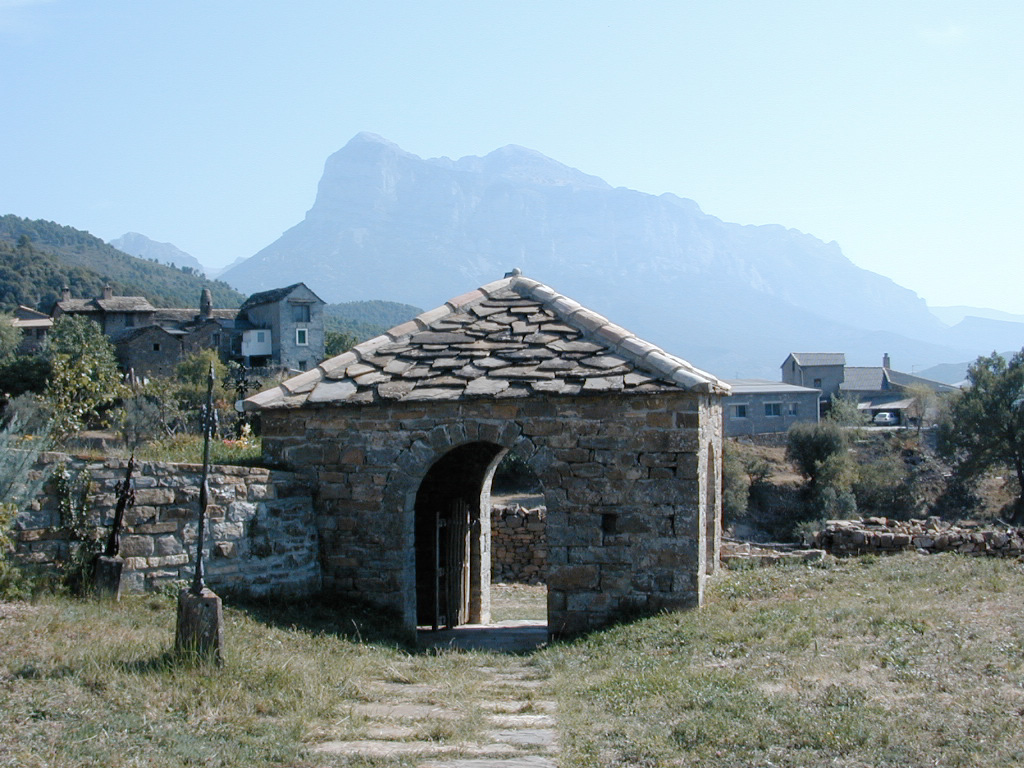

42°31′14″N 0°13′55″E / 42.52056°N 0.23194°E
蒙塔涅薩峰（西班牙語：Peña Montañesa），是西班牙的山峰，位於該國東北部阿拉貢自治區，處於阿因薩-索夫拉爾韋以北，海拔高度2,295米，是費雷拉山脈的最高點，山體由礫岩組成。